# J. Barbour and Sons

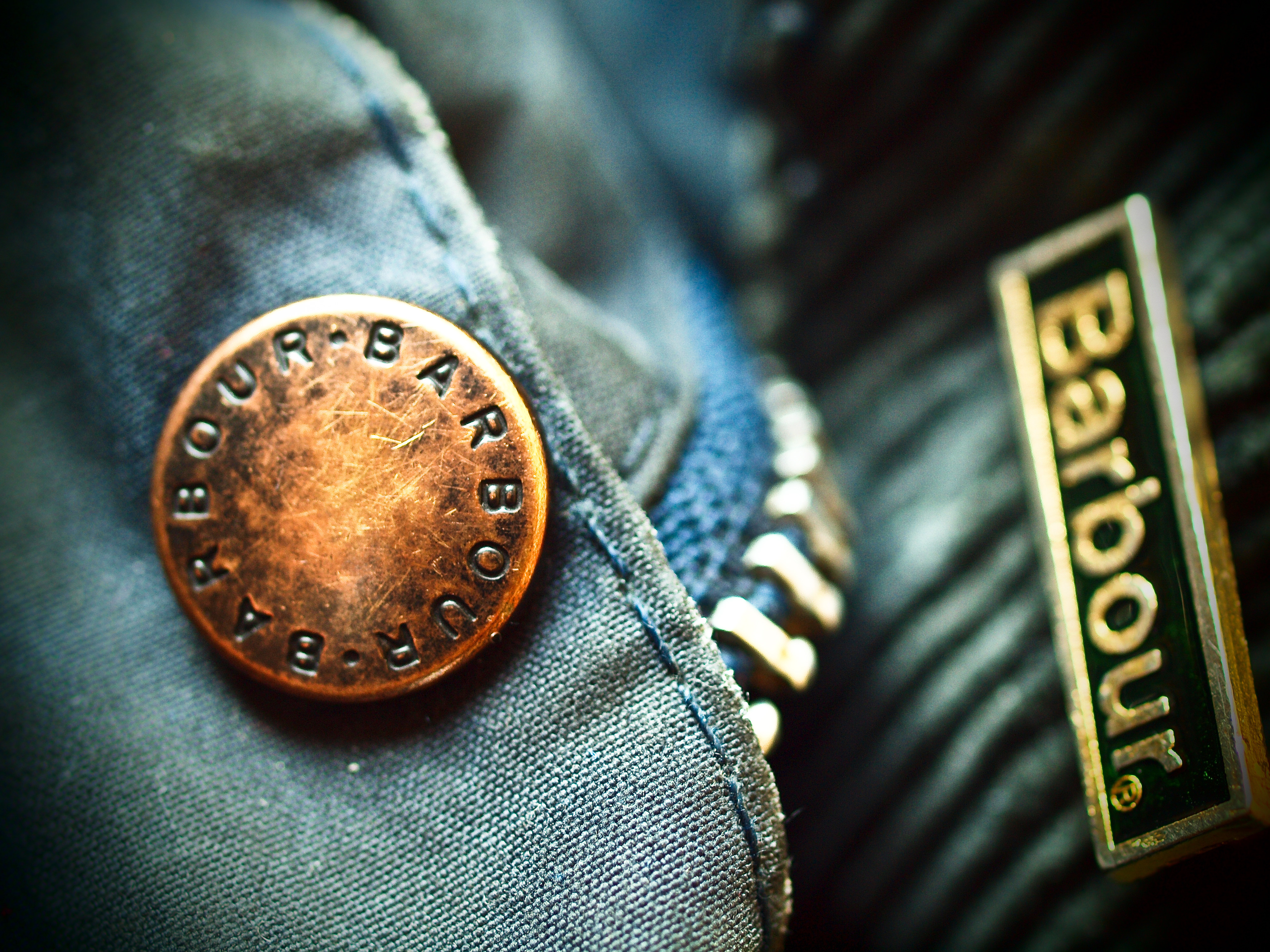
Een Barbour waxjas met zichtbaar de knoop, rits en kraag. Op de kraag is een Barbour Pin Badge gespeld.

J. Barbour and Sons Ltd., vaak gemakshalve afgekort tot Barbour, is een Brits luxe kledingmerk opgericht door John Barbour in 1894 in South Shields, Engeland. Het bedrijf is gespecialiseerd in katoenen, water- en winddichte waxjassen. Hun klimaatbestendige kleding vindt vooral aftrek bij mensen die houden van het buitenleven zoals jagers, ruiters en wandelaars. Het merk verkreeg sinds 1974 het Britse Predicaat Hofleverancier (Royal Warrant) van H.M. Koningin Elizabeth II (1982) en Z.K.H. Prins Philip, Hertog van Edinburgh (1974), en van Z.K.H. Charles, Prins van Wales (1987).

## Bedrijfsgeschiedenis
John Barbour, oorspronkelijk een Schot afkomstig uit Galloway, stichtte het gelijknamige bedrijf in 1894 in South Shields (nabij Newcastle) als importeur van olieweefsel. Tot 1916 was hier het hoofdkwartier gevestigd, waarna men besloot om zich in Londen te gaan vestigen, meer bepaald in Wimbledon. Dit bleef zo tot men 1981 besloot om terug te verhuizen naar South Shields. Momenteel is het bedrijf nog steeds een familiebedrijf, bestuurd door de vijfde generatie van de Barbour-familie.
Oorspronkelijk werd kleding waterdicht gemaakt met visolie en teer. Barbour vond een betere manier: kaarsvet. Later werd overgeschakeld op paraffine. In Newcastle, een havenstad, werd de waterdichte Barbour-kledij populair bij de havenarbeiders, scheepsbouwers, schippers en vissers. De eerste modellen waren vrij vormeloze capes met mouwen. Met de jaren werd de snit bijgewerkt en kwamen er ook vrouwenmodellen. Eveneens werd kledij voor jagers, landbouwers en motorrijders ontworpen. De kledij voor motorrijders was een specialiteit van Duncan Barbour. Hij was een Barbour van de derde generatie en een motorfanaat. In 1936 lanceerde hij de succesvolle International Motorcycle all in one suit, later gevolgd door de International Jacket. Deze laatste werd het officieel uniform van de Vincent Owners Club.
Tijdens de Tweede Wereldoorlog werd de Ursula Jacket gedragen door heel de bemanning van de Britse onderzeeboten. Tijdens de Falklandoorlog werden enkele Barbour jackets aangepast voor militair gebruik.
In de jaren 70 en 80 was Barbour zeer populair. In de jaren 90 ging het het merk minder voor de wind. Daarom werd verbreed naar andere kledij.

## Typische kenmerken
De Barbour waxjassen hebben een aantal typische kenmerken: een kraag in corduroy, een rits in roestvrij metaal, grote zijzakken met afgeronde hoeken, koperen knopen met speciale afwerking tegen oxydatie, een warme voering uit luxe quilting, dubbel gerold stiksel en bescherming voor de kin tegen wind en regen. Vaak worden de jassen ook geleverd met een Barbour Pin Badge, deze werden tot net na de eeuwwisseling standaard op de kraag gespeld.

## Producten
Naast de waxjassen produceert Barbour onder andere truien, husky-jassen, tattersall-hemden en kleding uit moleskin en corduroy. Tegenwoordig probeert Barbour zijn producten ook aan jongere klandizie te verkopen, maar dit niet zonder te tornen aan de bedrijfstraditie. Tot op de dag van vandaag worden de waxjassen in South Shields met de hand vervaardigd, per jaar goed voor een productie van ruim 140.000 waxjassen. De meeste andere producten worden heden ten dage buiten het Verenigd Koninkrijk gefabriceerd.
In 2004 begon Barbour samen te werken met Lord James Percy met als doel het design en de marketing van hun eigen schutterskleding, de Northumberland-lijn (vernoemd naar de hertogen van Northumberland, waarvan Lord Percy afstamt). De nieuwe lijn bleek een groot succes, gezien deze reeds veel lof heeft gekregen van de betreffende doelgroep.

## Diensten
Door de kwaliteit van de Barbour-waxjassen zijn er klanten te vinden die hun jassen jaren-, zo niet decennialang houden. Bij eventuele schade kunnen deze klanten hun jassen opsturen naar de reparatieservice die Barbour aanbiedt.

## Marketing

### Hofleverancier
Barbour bezat het predicaat van hofleverancier (royal warrant) voor het leveren van "waterbestendige en beschermende kleding", waarvan men het eerste predicaat op 1 april 1974 ontving van Z.K.H. Prins Philip, Hertog van Edinburgh, het tweede predicaat op 1 januari 1982 ontving van H.M. Koningin Elizabeth II en het derde predicaat op 1 januari 1987 ontving van Z.K.H. Charles, Prins van Wales. Koningin Elizabeth, Prins Philip en Prins Charles waren in 2020 de enige personen die warrants konden verlenen. Barbour was in 2020 een van de weinige Britse merken die alle drie te kunnen ontvangen warrants reeds in bezit had. Door het overlijden van Koningin Elizabeth II en Prins Philip zijn hun beider royal warrants vervallen; de warrant van de Prins van Wales is komen te vervallen doordat hij koning is geworden. Conform de Britse regels dient Barbour de predicaten van overleden 'grantors' binnen twee jaar uit gebruik te halen.

### Barbour en bekende sterren
- Acteur Steve McQueen droeg in 1964 tijdens de International Six Day Trials te Erfurt een Barbour International Jacket. Als eerbetoon aan McQueen bracht Barbour vanaf 2008 een Steve McQueen Collection uit.
- Daniel Craig droeg een Barbour-sportjas in de James Bond-film Skyfall.
- Nicole Kidman droeg Barbour in de film The Invasion.[7]
- Bekende zangers als Arctic Monkeys, Lily Allen en heel wat anderen lieten zich opmerken met Barbour.